# Гобзавр и Людмурик
«Гобза́вр и Людму́рик» — российский дуэт треш-стримеров из Челябинска, приходящихся друг другу матерью и сыном. Проект стал известен в 2010-х годах благодаря эпатажному контенту, включающему элементы бытовых конфликтов, провокационного поведения и взаимодействия со зрителями через пожертвования на онлайн-трансляциях в Интернете.

## Участники
| Псевдоним | Настоящее имя                | Роль в проекте              | Дата рождения   | Место рождения |
| --------- | ---------------------------- | --------------------------- | --------------- | -------------- |
| Гобзавр   | Андрей Игоревич Яшин         | создатель, главный участник | 8 октября 1985  | Челябинск      |
| Людмурик  | Людмила Юрьевна Яшина        | главный участник            | 16 февраля 1962 | Челябинск      |
| Фанфурик  | Евгений Сергеевич (Лыжников) | второстепенный участник     | 1984            | Неизвестно     |

## История
В конце 2013 года Андрей Яшин создал канал на YouTube, где первоначально публиковал бытовые влоги с участием матери Людмилы и троюродного брата Евгения, более известного как «Фанфурик». С 2017 года их деятельность перешла в формат многочасовых прямых эфиров с экстремальным контентом: Гобзавр систематически устраивал физические унижения, включая обливание участников зелёнкой с головы до ног, плевки в рот Людмиле, использование её грязного нижнего белья как реквизита, насильственное целование матери в губы, трение ягодицами о её лицо, спаивание до рвоты и избиение участников по заказу зрителей. Людмурик, обычно появлявшаяся в цветных париках, доводилась до истерик и неконтролируемой ругани в ответ на комментарии, что сам Гобзавр называл частью шоу: «Война с хейтерами — важный элемент, но мы ничего плохого не делаем, это виртуальное шоу».
В 2018 году пиковая аудитория достигала 1200 одновременных зрителей при средних 8-12 часах эфиров. Контент спровоцировал реальные нападения: неизвестные, которых Гобзавр называл «хейтеры», многократно перерезали интернет-кабели, обливали квартиру краской, а движение «Армия Фанфурика» боролось против «финансирования издевательств». В 2023 году неизвестные оставили у их двери гроб со свиной головой в синем парике.
В 2019 году во время прямого эфира после конфликта с донатерами Гобзавр ударил Людмилу стеклянной бутылкой по голове и избил. После инцидента Людмила оправдывала сына: «Один раз он меня ударил бутылкой, потом извинился и больше такого не было».

### Проблемы с законом
В 2023 году глава Лиги Безопасного Интернета Екатерина Мизулина обратила внимание на деятельность стримеров и обратилась в прокуратуру. 26 декабря того же года Центральный районный суд Челябинска признал видеоматериалы дуэта экстремистскими и ввёл ограничения: удалил видео с насилием и ограничил доступ несовершеннолетних к оставшемуся контенту.

## Оценки
Психиатр Александр Данилин в интервью изданию «Такие дела» заявил:
Это легче рассматривать в терминах латентных сексуальных извращений, как с той, так и с другой стороны. <...> В терминах эксгибиционизма, садизма и мазохизма. <...> 15-20% плативших за унижения — латентные садисты. <...> Латентный садист за деньги инструктирует двух идиотов, как им лупить и унижать друг друга. <...> Вам это все неприятно, но вы с удовольствием смотрите.
Психолог Марина Белоконь в материале газеты «Комсомольская правда» указала:
На фоне подобных персонажей, легко почувствовать себя лучше, подкормить чувство собственной значимости. <...> Подобные персонажи, дают возможность ощутить себя нормальным, на фоне ненормальности. <...> Просмотр сложных интеллектуальных видео требует активности ума, а такие видео — это пассивный контент, без необходимости думать. <...> Подростков может привлекать то, что авторы видео нарушают социальные нормы. <...> Взрослый психологически здоровый человек, имеющий в жизни ясные цели и ценности и здоровую самооценку, крайне маловероятно заинтересуется такого рода контентом».
Кандидат философских наук и доцент кафедры общественных коммуникаций в ЛГУ имени Пушкина Вадим Лапатин в своей научной работе на тему «Унижение или развлечение? Трэш-стримы как греховное наслаждение „нижнего Интернета“», опубликованной в журнале «Индустрии впечатлений. Технологии социокультурных исследований» заявил:
Эдипова проблематика становится очевидной зрителю с первого взгляда: взрослый мужчина за 30 живет в одной квартире с матерью, не может от нее сепарироваться и завести полноценные отношения с другой женщиной, говорит на стриме детским голосом, ведет себя, как ребенок, вне стримов, проводя все свободное время за видеоиграми.